# Yamura Ken
Yamura Ken (sinh ngày 9 tháng 6 năm 1997) là một cầu thủ bóng đá người Nhật Bản.

## Sự nghiệp câu lạc bộ
Yamura Ken hiện đang chơi cho Albirex Niigata.